# 정배초등학교
정배초등학교는 대한민국 경기도 양평군에 있는 공립 초등학교이다.

## 학교 연혁
- 1935년 5월 14일 : 문호공립보통학교 부설 정배간이학교 설치
- 1943년 7월 20일 : 서종공립국민학교 정배분교 승격
- 1948년 7월 20일 : 정배국민학교 개편
- 1949년 7월 1일 : 서후분실 설치 인가
- 1963년 3월 1일 : 서후분교장 승격 인가
- 1965년 4월 7일 : 명달분실 설치 인가
- 1966년 12월 6일 : 명달분교장 승격 인가
- 1983년 3월 2일 : 서후분교장 편입
- 1986년 3월 1일 : 병설유치원 설립인가
- 1994년 3월 1일 : 서종국민학교 정배분교로 격하
- 1994년 3월 1일 : 서후분교장 폐교
- 1996년 3월 1일 : 서종초등학교 정배분교로 개칭
- 2014년 3월 1일 : 정배초등학교 본교로 환원
- 2025년 5월 14일 : 개교 90주년